# بكتيريا مائية كوميونية
بكتيريا مائية كوميونية (الاسم العلمي: Aquabacterium commune) هي نوع من البكتيريا، سلبية الغرام، تتبع جنس البكتيريا مائية.